# Sanbornite
La sanbornite è un minerale.